# Eurico Carrapatoso
 (novembre 2017).
Si vous disposez d'ouvrages ou d'articles de référence ou si vous connaissez des sites web de qualité traitant du thème abordé ici, merci de compléter l'article en donnant les références utiles à sa vérifiabilité et en les liant à la section « Notes et références ».
Eurico Carrapatoso, né à Mirandela le 15 février 1962, est un compositeur portugais.
Eurico Carrapatoso a représenté Portugal à la Tribune Internationale des Compositeurs (UNESCO / Paris) en 1998 (Cinq mélodies en forme de Montemel), en 1999 (Déploration sur la mort de Jorge Peixinho) et en 2006 (Mes poèmes infantiles)

## Distinctions
- Prix de composition Lopes-Graça (1998 / Tomar)
- Représentation Portugaise dans la Tribune internationale des compositeurs (1998 / Paris)
- Prix de composition Francisco de Lacerda (1999 / Horta)
- Représentation Portugaise dans la Tribune internationale des compositeurs (1999 / Paris)
- Prix de l'Identité nationale (2001 / Lisbonne)
- Promu commandeur de l'ordre de l'Infant Dom Henri par le Président de la République portugaise en 2004
- Représentation Portugaise dans la Tribune internationale des compositeurs (2006 / Paris)
- Prix Arbre de la Vie (2011 / Fátima)
- Prix Société Portugaise des Auteurs (2017 / Lisbonne)
- Prix Alumni-Université de Salamanca Jesús García Bernalt (2021 / Salamanca)
- Prix DSCH-Schostakovich Ensemble (2021 / Lisbonne)

## Œuvres principales
- Déploration sur la mort de Jorge Peixinho (1998), pour grand orchestre. Commande du Festival International de Musique de Macao. Création le 1er novembre 1998, Macao, Orchestre National de Porto, sous la baguette de Mark Foster.
- Magnificat en bois doré (1998), pour soprano, chœur et ensemble baroque. Création le 24 octobre 1998, Église de Sao Roque, Lisbonne, sous la baguette de Armando Possante.
- Modes d'expression illimitée (1998), pour cordes. Création le 26 octobre 1998, Palais National de Mafra, Orchestre Sinfonietta de Lisbonne, sous la baguette de Vasco Azevedo.
- Das Ewig Weibliche (1998), pour cordes. Création française le 19 novembre 1999, Chambéry, Orchestre des Pays de Savoie, sous la baguette de Mark Foster.
- Aver-o-Mar (1999), pour orchestre. Commande du Festival International de Musique de Povoa de Varzim. Création la 30 Juliette 1999, Povoa de Varzim, Orchestre Philharmonie des Beiras, sous la baguette de Osvaldo Ferreira.
- La rue du chat qui pêche (2000), pour ensemble. Commande de la Fondation de Serralves. Création le 12 décembre 2000, Porto, Remix-Ensemble, sous la baguette de Stefan Asbury.
- Peer, tu mens!(2001), musique de scène pour ensemble. Commande du nouveau Theatre Aberto. Création le 24 février 2002, Lisbonne, Teatro Aberto Ensemble, sous la baguette de Joao Paulo Santos.
- Le Loup Diogo et le Mosquito Valentim (2002), pour soprano, baryton, narrateur, chœur d'enfants et orchestre. Commande de la Orchestre National de Porto. Création le 20 décembre 2002, Porto, sous la baguette de Joao Paulo Santos.
- La Forêt (2003), d'après Sophia de Mello Breyner Andresen, opéra infantile pour soprano, basse, 2 barytones, chœur d'enfants, et orchestre. Commande de la Opéra National Portugaise (Teatro de Sao Carlos). Création le 28 février 2004, Lisbonne, sous la baguette de Joao Paulo Santos.
- Musique praxitelique pour deux dieux de l'Olympe (2004), pour orchestre. Commande de la Orchestre Symphonique Portugaise. Création le 12 novembre 2004, Lisbonne, Orchestre Symphonique Portugaise, sous la baguette de Donato Renzetti.
- Mes poèmes infantiles (2005), pour ténor et orchestre. Commande de la Radiotélévision portugaise. Création le 18 décembre 2005, Lisbonne, sous la baguette de Brian Schembri.
- Requiem à la mémoire de Passos Manuel (2006), pour baryton, chœur et orchestre. Commande de la Fondation Passos Canavarro. Création le 18 janvier 2006, Santarém, sous la baguette de Joao Paulo Santos.
- Missa sine nomine (2006), pour chœur miste a-cappella. Création le 30 septembre 2006, Londres, Helios Voices, sous la direction de Sergio Fontao.
- Diptyque in memoriam Miguel Torga (2007), pour orchestre. Création le 19 mars 2007, Bragance, Orchestre du Nord, sous la baguette de Cesário Costa.
- Stabat Mater (2008), pour barytone, chœur (ssaattbb) et ensemble contemporain. Commande du Centre culturel de Belém. Création le 18 mars 2008, Lisbonne, Grande salle du Centre Cultural de Belem, Armando Possante, Olisipo, OrchestrUtopica, sous la baguette de Cesario Costa.
- Tempus fugit (2007-2008), pour grande orchestre. Commande du Département Culturel du Gouvernement de l'État du Rio de Janeiro. Création le 23 aout 2008, Rio de Janeiro, Salle Cecilia Meireles, Orchestre Symphonique Brésilien, sous la baguette de Flavio Florence.